# Mạch nhánh đại phân tử

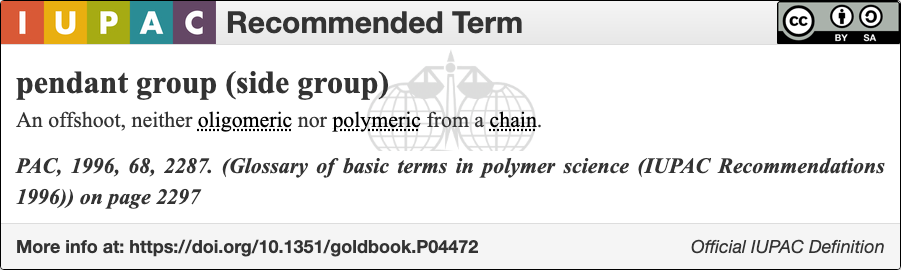
Định nghĩa IUPAC cho mạch nhánh đại phân tử (nhóm bên) trong hóa học polymer

Trong hóa học, theo danh pháp IUPAC thì mạch nhánh đại phân tử (tiếng Anh: pendant/pendent group) hoặc nhóm bên (side group) là một nhóm nguyên tử gắn vào mạch chính của một phân tử dài, thường là polymer. Mạch nhánh đại phân tử khác với chuỗi đại phân tử vì chúng không phải là oligomer hay polymer.
Ví dụ, nhóm phenyl là mạch nhánh đại phân tử của chuỗi polystyren.
Các mạch nhánh đại phân tử lớn, cồng kềnh như adamantyl thường làm tăng điểm chuyển dịch lỏng-rắn (Tg) của polymer bằng cách ngăn các chuỗi trượt qua nhau một cách dễ dàng. Mạch nhánh đại phân tử alkyl ngắn có thể làm giảm Tg nhờ tác dụng bôi trơn.